# Резонанс Фано
Резонанс Фано — тип резонанса с асимметричным профилем, возникающего в результате интерференции двух волновых процессов. Природа интерферирующих процессов может быть самой различной, поэтому такой резонанс носит универсальный характер и появляется в различных физических системах.

## Работы Фано
В 1935 году Бойтлер наблюдал в спектрах поглощения благородных газов линии с ярко выраженной асимметрией профиля. В том же году Уго Фано, молодой ученик Энрико Ферми, предложил первое объяснение этого эффекта на основе квантовомеханического принципа суперпозиции. Это предположение было развито Фано в знаменитой работе 1961 года, являющейся одной из наиболее цитируемых статей второй половины XX века.

Рис. 1. Зависимость сечения от энергии, построенная согласно формуле Фано (с нормировкой на), при различных значениях параметра асимметрии.

Согласно Фано, фотоионизация атома может происходить по двум различным каналам: а) прямая ионизация, то есть возбуждение электрона в непрерывный континуум состояний, находящийся выше порога ионизации; б) автоионизация, то есть возбуждение атома на некоторый квазидискретный уровень, который затем спонтанно распадается с испусканием электрона (например, по механизму Оже). Таким образом, переход между одними и теми же начальным и конечным состояниями может осуществляться двумя различными путями, которые могут интерферировать между собой. Рассмотрев такую квантовую суперпозицию, Фано получил формулу для резонансного профиля сечения процесса:
{\displaystyle \sigma ={\frac {(\epsilon +q)^{2}}{\epsilon ^{2}+1}}\,,}
где {\displaystyle q} — феноменологический параметр асимметрии формы линии, {\displaystyle \epsilon =2(E-E_{F})/\Gamma } — нормированная энергия, {\displaystyle E_{F}} — резонансная энергия автоионизационного (дискретного) уровня, {\displaystyle \Gamma } — его ширина. Параметр {\displaystyle q} в работе Фано символизировал отношение вероятностей перехода в дискретное состояние и в непрерывный континуум. При {\displaystyle q\rightarrow \infty } форма линии определяется исключительно переходом в дискретное состояние и описывается стандартным симметричным лоренцевым профилем (резонанс Брейта — Вигнера, см. рис. 1, синяя кривая). При {\displaystyle q} порядка единицы оба варианта перехода имеют сравнимую вероятность, а профиль линии становится асимметричным. В случае {\displaystyle q=0} наблюдается симметричный провал (антирезонанс, рис. 1, чёрная кривая). Таким образом, резонанс Фано характеризуется асимметричным профилем, содержащем один максимум ({\displaystyle \sigma =1+q^{2}} при {\displaystyle \epsilon =1/q}) и один минимум ({\displaystyle \sigma =0} при {\displaystyle \epsilon =-q}), в промежутке между которыми находится резонансная энергия {\displaystyle E_{F}} (или {\displaystyle \epsilon =0}).
Формула Фано была успешно использована для объяснения различных экспериментальных данных в терминах квантовомеханического взаимодействия между дискретным и непрерывным состояниями. Её применение ограничено описанием изолированных одиночных резонансов (суперпозиция не более двух путей), а также достаточно малой шириной, которой должен обладать дискретный уровень. Дальнейшее развитие этого подхода, в особенности его обогащение методами теории резонансов Фешбаха (Feshbach resonance, см. также Feshbach-Fano partitioning), позволило получить строгое выражение для параметра асимметрии. Подход, развитый Фано, оказался плодотворным для различных областей физики, в частности атомной и ядерной физики, физики конденсированного состояния и так далее, поскольку позволял выразить всю сложность физических процессов, скрывающихся за асимметрией профиля, посредством нескольких ключевых параметров.
Универсальность метода Фано может быть проиллюстрирована следующим примером. Возможно, первым, кто наблюдал линии асимметричной формы, был Роберт Вуд, обнаруживший в 1902 году в спектре отражательной дифракционной решётки очень быстрые вариации интенсивности (аномалии Вуда), которые не могли быть объяснены стандартной теорией решёток. Первое объяснение этому явлению дал лорд Рэлей в 1907 году. Его динамическая теория позволила получить правильные значения длин волн, на которых возникают аномалии, но форма линий оставалась необъяснённой (на рэлеевских длинах волн возникали сингулярности). В конце 1930-х — начале 1940-х годов Фано попытался преодолеть эти сложности, предположив, что аномалии связаны с резонансным возбуждением вблизи решётки вытекающих (leaking) поверхностных волн. Получающийся в итоге асимметричный профиль хорошо описывается формулой Фано и может быть представлен как результат интерференции поверхностной волны (аналог дискретного состояния) и падающего излучения (аналог континуума). Подобные асимметричные профили могут возникать в различных физических системах и объясняются интерференцией волн, природа которых может быть совершенно различной.

## Простая механическая аналогия

Рис. 2. Резонансная зависимость амплитуды первого (а) и второго (б) резонаторов. Параметры расчёта:,,,,,.

Рассмотрим простую механическую систему, в которой возможно возникновение асимметричного резонанса. Возьмем два связанных гармонических осциллятора, один из которых подвергается воздействию со стороны внешней периодической силы. Такая система описывается следующей парой дифференциальных уравнений для смещения каждого осциллятора:
{\displaystyle {\ddot {x}}+g_{1}{\dot {x}}+\omega _{1}^{2}x+hy=f\exp {(i\omega t)}\,,}
{\displaystyle {\ddot {y}}+g_{2}{\dot {y}}+\omega _{2}^{2}y+hx=0\,,}
где {\displaystyle \omega _{1}} и {\displaystyle \omega _{2}} — собственные частоты осцилляторов, {\displaystyle h} — параметр связи осцилляторов, {\displaystyle g_{1}} и {\displaystyle g_{2}} — их константы затухания, {\displaystyle f} — амплитуда внешней силы, {\displaystyle \omega } — её частота. Поиск решения в виде вынужденных колебаний {\displaystyle x=c_{1}\exp {(i\omega t)}} и {\displaystyle y=c_{2}\exp {(i\omega t)}}, приводит к следующим выражениям для амплитуд колебаний:
{\displaystyle c_{1}=f{\frac {\omega ^{2}-\omega _{2}^{2}-i\omega g_{2}}{(\omega _{1}^{2}-\omega ^{2}+i\omega g_{1})(\omega ^{2}-\omega _{2}^{2}-i\omega g_{2})+h^{2}}}\,,}
{\displaystyle c_{2}=c_{1}{\frac {h}{\omega ^{2}-\omega _{2}^{2}-i\omega g_{2}}}\,.}
Пример резонанса, рассчитанного по этим формулам, показан на рис. 2. Видно, что в такой системе имеется два резонанса, расположенных вблизи собственных частот {\displaystyle \omega _{1}} и {\displaystyle \omega _{2}}. Первый резонанс в спектре возбуждаемого осциллятора описывается обычной симметричной огибающей лоренцевского типа (резонанс Брейта — Вигнера), тогда как второй резонанс характеризуется асимметричным профилем [см. рис. 2(а)]. На собственной частоте второго, связанного осциллятора {\displaystyle \omega _{2}} амплитуда возбуждаемого осциллятора обращается в ноль. Это является результатом деструктивной интерференции колебаний, приходящих от внешней силы и от связанного осциллятора. Стоит отметить, что резонансные профили последнего симметричны [см. рис. 2(б)]. Таким образом, рассмотренная простая механическая аналогия демонстрирует свойственную резонансу Фано асимметрию, возникающую вследствие процессов деструктивной интерференции.

## Моделирование резонанса Фано

### Системы со сложной геометрией
Одним из основных методов моделирования асимметричных резонансов является выбор такой геометрии модели, что в ней возможны как минимум два возможных пути распространения волн. Простейшей моделью такого типа является так называемая модель Фано — Андерсона, которая описывает взаимодействие линейной цепочки элементов (аналог континуума) и одиночного состояния Фано. Гамильтониан такой системы может быть записан в виде
{\displaystyle H=C\sum (\phi _{n}\phi _{n-1}^{*}+\phi _{n-1}\phi _{n}^{*})+E_{F}|\psi |^{2}+V_{F}(\psi ^{*}\phi _{0}+\phi _{0}^{*}\psi )\,,}
где {\displaystyle \psi } и {\displaystyle \phi _{n}} — амплитуды поля состояния Фано и {\displaystyle n}-го элемента цепочки соответственно, {\displaystyle C} — параметр взаимодействия соседних элементов цепочки, {\displaystyle E_{F}} — энергия состояния Фано, {\displaystyle V_{F}}$ — коэффициент взаимодействия состояния Фано и одного из элементов цепочки {\displaystyle \phi _{0}}. Звездочка означает комплексное сопряжение. Волна имеет два возможных пути распространения вдоль цепочки — напрямую или с посещением состояния Фано. Решение уравнения Шредингера для указанного модельного гамильтониана позволяет получить выражение для коэффициента пропускания такой системы:
{\displaystyle T={\frac {\alpha _{k}^{2}}{\alpha _{k}^{2}+1}}\,,}
где {\displaystyle \alpha _{k}=c_{k}(E_{F}-\omega _{k})/V_{F}^{2}}, {\displaystyle c_{k}=2C\sin k}, {\displaystyle \omega _{k}=2C\cos k} — частота плоской волны (моды), которая может распространяться в системе. Полученное выражение для коэффициента пропускания соответствует формуле Фано при {\displaystyle q=0} и при {\displaystyle E_{F}=\omega _{k}} демонстрирует полное подавление распространения (антирезонанс). Наличие минимума, вызванного деструктивной интерференцией волн, является характерным признаком резонанса Фано.
Модель Фано — Андерсона была подвергнута обобщению в ряде работ с целью получения ненулевых значений параметра асимметрии {\displaystyle q}. Этого можно добиться введением в цепочку дефектов или увеличением числа связанных состояний Фано. В последнем случае также наблюдается не один, а несколько резонансов. Другим способом усложнения модели является введение в неё нелинейных поправок. В этом случае появляется зависимость коэффициента пропускания от интенсивности падающей плоской волны и, как следствие, сдвиг положения резонанса при изменении интенсивности и возможность бистабильного поведения коэффициента пропускания в определённом диапазоне изменения параметров. В нескольких работах рассматривалось распространение солитонов в нелинейных цепочках и их рассеяние на дефектах Фано. В качестве примера реализации модели типа Фано — Андерсона может рассматриваться набор канальных волноводов, некоторые из которых («дефекты») обладают квадратичной нелинейностью. Тогда фундаментальная мода такой системы может рассматриваться как континуум, в то время как вторая гармоника, возникающая при выполнении условий фазового синхронизма, — как дискретное состояние. В результате пропускание системы демонстрирует резонансный отклик типа фановского.

### Системы со сложной динамикой
В другом типе моделей резонанса Фано используется не сложная геометрия системы, обеспечивающая существование нескольких взаимодействующих состояний, а сложное её поведение, динамическим образом порождающее несколько интерферирующих каналов распространения волн. Такая возможность возникает за счёт нелинейности взаимодействия, приводящей к возникновению периодически изменяющихся со временем потенциалов рассеяния волн. Примером является рассеяние волн на дискретных бризерах (breather) — пространственно локализованных и периодически зависящих от времени состояниях решётки, являющихся результатом баланса между нелинейностью и дискретностью модели. Рассеяние волн дискретными бризерами может быть рассмотрено при помощи дискретного нелинейного уравнения Шредингера, решение которого можно представить в виде суммы статической и динамической частей. Рассеяние волны на таком двухкомпонентном потенциале демонстрирует характерное зануление коэффициента пропускания на определённой (резонансной) частоте. Варианты резонансного рассеяния по бризерному механизму были предложены для плазмонов в системе джозефсоновских контактов и для атомных волн материи в случае бозе-эйнштейновского конденсата, находящегося в оптической решётке. Аналогичный результат может быть получен на основе решения непрерывного нелинейного уравнения Шредингера, например, для рассеяния на оптическом солитоне, возникающем в нелинейной волноводной структуре.

## Примеры резонанса Фано

### Рассеяние света, в том числе фотонными и плазмонными структурами
Резонанс Фано может наблюдаться в фотонных структурах типа микрорезонаторов, связанных с волноводом. В качестве волноводно-резонаторных систем на основе фотонного кристалла, позволяющих получать асимметричный резонанс, могут выступать, например, волноводы с частично отражающими элементами (дефектами) или даже резкие изгибы фотонно-кристаллического волновода, характеризуемые специфическими локализованными состояниями. Интерференция волн, одна из которых напрямую распространяется по волноводу, а вторая взаимодействует с резонатором (в том числе нелинейным), может быть использована для создания оптических фильтров, получения и усиления таких нелинейных эффектов как оптическое переключение и бистабильность. Даже рассеяние излучения от одиночного фотонно-кристаллического резонатора позволяет наблюдать резонанс типа фановского и управлять величиной параметра асимметрии. В системе из двух связанных фотонно-кристаллических резонаторов возможно осуществление взаимодействия двух резонансов, что приводит к таким эффектам, как захват и хранение излучения чисто оптическими средствами или прозрачность, индуцированная связанными резонаторами (coupled-resonators induced transparency — оптический аналог эффекта электромагнитно-индуцированной прозрачности, EIT). В спектрах пропускания и отражения фотонных кристаллов без дефектов также наблюдались асимметричные резонансы, возникающие за счёт взаимодействия направляемых мод структуры и мод свободного пространства. В случае нелинейности среды этот эффект можно использовать для получения компактных бистабильных устройств.
Асимметричные резонансы возникают в результате общего решения (теория Ми) задачи о рассеянии на малых (рэлеевских) частицах со слабым затуханием (пример — плазмонные наночастицы). В качестве резонанса Фано выступает квадрупольный резонанс, который по интенсивности рассеяния может превосходить дипольный (обратная иерархия резонансов). Аналогом дискретных уровней Фано в этой задаче выступают локализованные поверхностные плазмоны (поляритоны). В литературе сообщалось о других примерах резонанса Фано в плазмонных наноструктурах, таких как металлический диск внутри кольца или димерная наночастица. Новый тип нелинейного резонанса Фано наблюдался в гибридных молекулах, состоящих из металлической и полупроводниковой наночастиц: в системе возникает взаимодействие между плазмонами (непрерывный спектр) и экситонами (дискретный спектр) посредством резонансного переноса энергии по механизму Фёрстера. Плазмоны играют решающую роль в объяснении аномалий Вуда в спектрах рассеяния металлических решёток (см. выше). Тем же механизмом обусловлено усиление пропускания или отражения при взаимодействии света с двумерным набором отверстий в тонкой металлической пленке. Подробности теоретического и экспериментального изучения резонанса Фано в плазмонных материалах и метаматериалах и его возможные применения можно найти в обзоре.
Эксперименты по взаимодействию света с квантовыми точками показали возможность нелинейного резонанса Фано в спектрах поглощения таких структур, то есть изменение параметра асимметрии при изменении мощности лазерного излучения. Более того, параметр асимметрии способен принимать комплексные значения, что может быть использовано для изучения степени декогеренции при распространении волн, возникающей вследствие процессов поглощения или дефазировки. Асимметричные резонансы, форма которых удовлетворяет формуле Фано, наблюдались также в рамановских спектрах сильно легированных полупроводников и высокотемпературных сверхпроводников.

### Перенос заряда в квантовых точках
Резонанс Фано наблюдался при измерении зависимостей проводимости квантовой точки, соединённой с двумя контактами (схема на основе полупроводниковой гетероструктуры), от приложенного напряжения затвора. В данном случае он является следствием интерференции различных каналов, по которым могут проходить электроны через квантовую точку в условиях сильной связи точки и контактов; при слабой связи существенным оказывается только один канал (режим кулоновской блокады). Дополнительный канал может быть по желанию добавлен искусственным образом, что превращает систему в своеобразный интерферометр, который позволяет управлять асимметрией резонансов при изменении напряжения затвора. В системе с аналогичной геометрией возможно управление резонансами при помощи внешнего магнитного поля, причем форма линий повторяется с периодом, величина которого может быть получена из теории эффекта Ааронова — Бома (такую систему можно назвать интерферометром Ааронова — Бома). Экспериментальные результаты в этой области неплохо объясняются в рамках модельных расчетов. Среди других результатов стоит отметить возможность получения отдельных резонансов Фано для электронов с различным направлением спина, что может быть использовано для создания так называемых спиновых фильтров. Резонансы Фано были обнаружены также в особенностях электронного транспорта через углеродные нанотрубки различных типов.

### Столкновения частиц
В процессах столкновения и рассеяния двух частиц возможно наблюдение резонансов Фано, возникающих вследствие интерференции несвязанных состояний частиц (континуум) и квазисвязанных состояний. Описание этих процессов производится в рамках концепции резонансов Фешбаха, представление о которых появилось в контексте теории составного ядра. В случае трехчастичных столкновений возможно образование слабо связанных тримерных состояний в условиях, когда двухчастичные взаимодействия слишком слабы, чтобы образовывать связанные состояния (димеры). Это явление носит название эффекта Ефимова (Efimov effect). При определённых интенсивностях двухчастичных взаимодействий наблюдается резонансное усиление и подавление трехчастичных столкновений с характерным асимметричным профилем, который может быть объяснен в терминах резонанса Фано.

## Обзоры по теме
- Miroshnichenko A. E., Flach S., Kivshar Yu. S. Fano resonances in nanoscale structures // Reviews of Modern Physics. — 2010. — Vol. 82. — P. 2257—2298. — doi:10.1103/RevModPhys.82.2257.
- Luk'yanchuk B., Zheludev N. I., Maier S. A., Halas N. J., Nordlander P., Giessen H., Chong C. T. The Fano resonance in plasmonic nanostructures and metamaterials // Nature Materials. — 2010. — Vol. 9. — P. 707—715. — doi:10.1038/nmat2810.
- Rahmani M., Luk'yanchuk B., Hong M. Fano resonance in novel plasmonic nanostructures // Laser & Photonics Reviews. — 2012. — Vol. 7. — P. 329—349. — doi:10.1002/lpor.201200021.
- Трибельский М. И. Резонансы Фано в квантовой и классической механике. — М.: МИРЭА, 2012.
- Limonov M. F., Rybin M. V., Poddubny A. N., Kivshar Yu. S. Fano resonances in photonics // Nature Photonics. — 2017. — Vol. 11. — P. 543—554. — doi:10.1038/nphoton.2017.142.